# Центральночорноземний економічний район

Центрально-Чорноземний економічний район на мапі Росії

Центральночорнозе́мний економічний район (Чорнозем'я) — один з 11 економічних районів Росії.
Район складається з 5 суб'єктів:
1. Бєлгородська область
2. Воронезька область
3. Курська область
4. Липецька область
5. Тамбовська область

У науковій літературі до складу району зазвичай також включається сусідня Орловська область, оскільки має подібний соціально-економічний і природний вигляд.
Площа — 166,8 тис. км², населення: 7800 тис. чол. (2012), густота населення: 46 чол./км², рівень урбанізації: 60% населення проживає в містах.